# Metropolgemeinde (Südafrika)

Karte der Metropolgemeinden in Südafrika (Stand August 2016)

Eine Metropolgemeinde (englisch: Metropolitan Municipality) ist eine territoriale, kommunale Verwaltungseinheit der Kategorie A in Südafrika.

## Geschichte
Für die mit der Verfassung von 1996 vorgesehenen Metropolgemeinden (Gemeinden Kategorie A) gab es bereits vor den demokratischen Wahlen im Jahr 1994 eine begriffliche Entsprechung. Als Metropolgebiete (Metropolitan areas) galten um 1991 folgende urbane Oberzentren: Bloemfontein, Durban, East London, Kapstadt, Pietermaritzburg, Pretoria, Port Elizabeth, das Witwatersrand-Gebiet sowie die Goldfelder in der damaligen Provinz Oranje-Vrystaat.
1998 wurde der Local Government: Municipal Structures Act (No. 117 / 1998) verabschiedet, der die Bildung von Metropolgemeinden erlaubte. Die ersten Metropolgemeinden entstanden im Jahre 2000, um Ballungsräume mit mehreren Stadtverwaltungen unter eine gemeinsame Verwaltung zu stellen. Teilweise ging dieser Prozess mit einer Namensänderung einher. Zuletzt wurden 2011 die Metropolgemeinden Mangaung und Buffalo City gebildet. Das Gesetz unterlag bis 2006 mehrmals legislativen Novellierungen.

## Gegenwart
Aktuell (Stand 2016) existieren acht Metropolgemeinden. Sie zeichnen sich durch konurbane Strukturen, eine hohe Bevölkerungsdichte und ein hohes Bevölkerungswachstum aus. An der Spitze stehen der Executive Mayor (deutsch, etwa wie: „Oberbürgermeister“) mit seinem Mayoral Committee (deutsch etwa: die Dezernenten) sowie das Kollegialorgan Council (deutsch: „Gemeinderat“). Alle anderen südafrikanischen Lokalgemeinden sind zu Distriktgemeinden (kurz: Distrikte) zusammengefasst.
Folgenden Metropolgemeinden wurden in Südafrika geschaffen:
- Buffalo City Metropolitan Municipality
- City of Cape Town Metropolitan Municipality
- City of Johannesburg Metropolitan Municipality
- City of Tshwane Metropolitan Municipality
- City of Ekurhuleni Metropolitan Municipality
- eThekwini Metropolitan Municipality
- Mangaung Metropolitan Municipality
- Nelson Mandela Bay Metropolitan Municipality

## Planung
Der Prozess zur Bildung weiterer Metropolgemeinden ist nicht abgeschlossen. Die seit 2013 in Erwägung gezogene Fusion der Lokalgemeinden Emfuleni und Midvaal des Distrikts Sedibeng zur künftigen Vaal Metropolitan River City (kurz: Vaal Metro) verzögerte sich. Sie sollte nach 2016 vollzogen werden, in dessen Verlauf Wahlen zu den Vertretungen der Lokalgemeinden (2016 Municipal Elections) stattfanden. Ein politischer Konflikt dieses Vorhabens besteht darin, dass die einzige Lokalgemeinde (Midvaal) in der Provinz Gauteng, die schon vor 2016 und nun auch weiterhin nicht vom African National Congress, sondern von der Democratic Alliance regiert wurde bzw. wird, dabei entfiele.
Mit Bildung der neuen Metropolgemeinde soll die Distriktgemeinde Sedibeng komplett aufgelöst werden. In diesem Zusammenhang ist vorgesehen, die verbleibende Lokalgemeinde Lesedi aus dem bisherigen Distrikt herauszulösen und der benachbarten Metropolgemeinde Ekurhuleni an deren südlichen und östlichen Flanken einzugliedern. Die Neuordnung lokaler Verwaltungseinheiten liegt in der Verantwortung des Municipal Demarcation Board.

## Übersicht
| Metropolgemeinde                             | Voller Name                                    | Code | Verwaltungssitz | Einwohner Volkszählung 2011 | Fläche (km²) | Provinz       |
| -------------------------------------------- | ---------------------------------------------- | ---- | --------------- | --------------------------- | ------------ | ------------- |
| Mangaung                                     | Mangaung Metropolitan Municipality             | MAN  | Bloemfontein    | 747.431                     | 6284,031     | Freistaat     |
| Ekurhuleni                                   | City of Ekurhuleni Metropolitan Municipality   | EKU  | Germiston       | 3.178.470                   | 1924,42      | Gauteng       |
| City of Johannesburg                         | City of Johannesburg Metropolitan Municipality | JHB  | Johannesburg    | 4.434.827                   | 1644,96      | Gauteng       |
| City of Tshwane                              | City of Tshwane Metropolitan Municipality      | TSH  | Pretoria        | 2.921.488                   | 2174,57      | Gauteng       |
| eThekwini                                    | eThekwini Metropolitan Municipality            | ETH  | Durban          | 3.442.361                   | 2291,89      | KwaZulu-Natal |
| Nelson Mandela Bay Metropolitan Municipality | Nelson Mandela Bay Metropolitan Municipality   | NMA  | Gqeberha        | 1.152.115                   | 1958,93      | Ostkap        |
| Buffalo City                                 | Buffalo City Metropolitan Municipality         | BUF  | East London     | 755.200                     | 2527,79      | Ostkap        |
| City of Cape Town                            | City of Cape Town Metropolitan Municipality    | CPT  | Kapstadt        | 3.740.026                   | 2454,72      | Westkap       |

1 seit 2016 rund 9700 km²